# Pekeiland

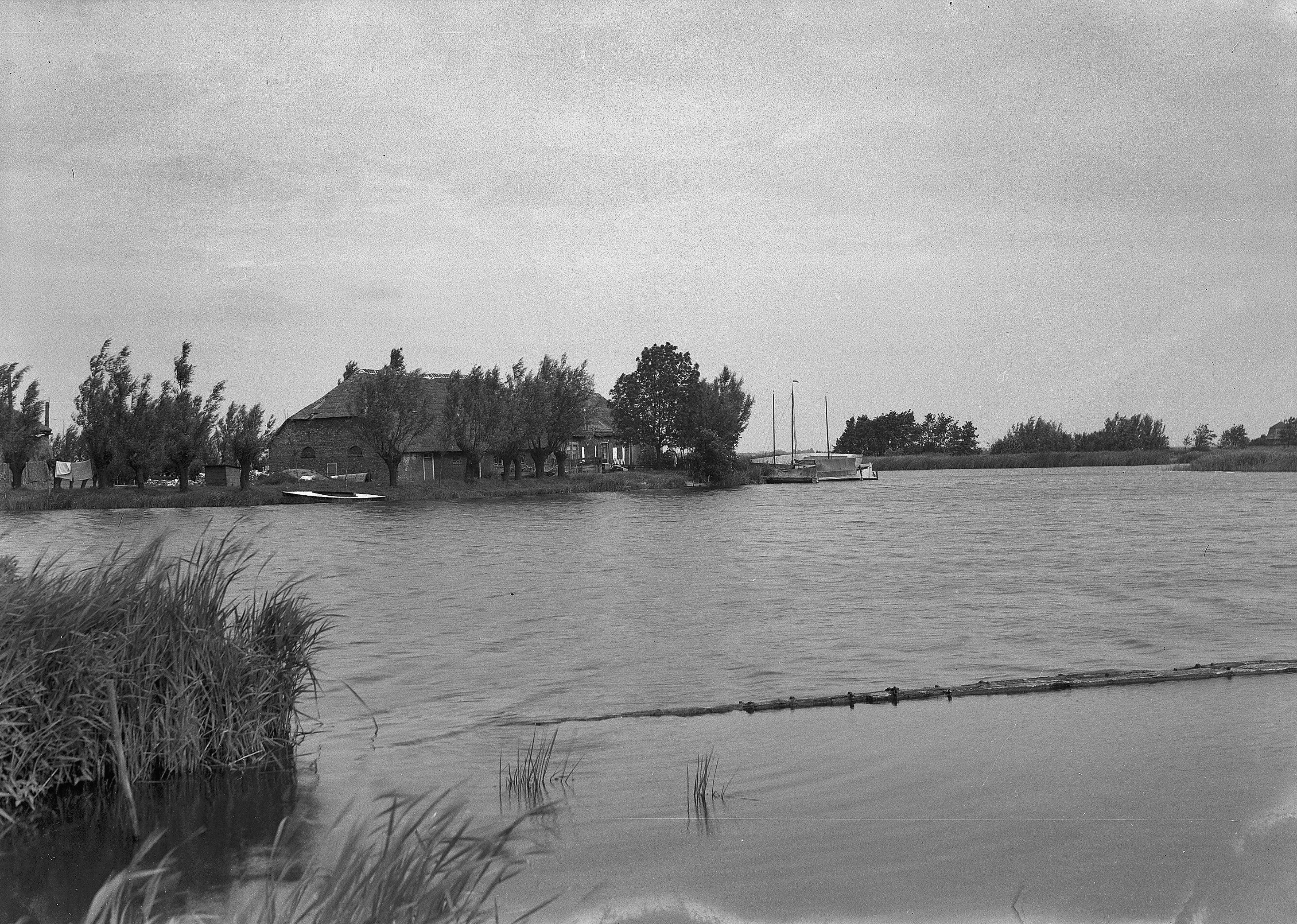
Het Pekhuis in 1943 met in de verte rechts daarvan het Pekeiland

Het Pekeiland (ook Pikeiland of Pekland genoemd) is een klein eiland in de Rottemeren nabij de voormalige gemeente Bleiswijk in de Nederlandse provincie Zuid-Holland. Het eiland hoort nog bij de gemeente Zuidplas.
Aan de rechteroever van de Rottemeren, dicht aan de waterkant bij het eiland, stond vroeger het zogenoemde Pekhuis. Op het laatst was het als boerderij in gebruik maar het was bouwvallig en werd in de jaren 50 gesloopt. Daarvoor was het een scheepstimmerwerf waarvan het Pekeiland deel uitmaakte. Hier werden de houten scheepsrompen met pek en teer afgedicht en geïmpregneerd, waarvan het eiland zijn naam kreeg.
Het Pekeiland is nu in gebruik van de Watersportvereniging Schieland en is bovendien een vogelbroedgebied. Het eiland is verboden terrein en mag alleen door leden van de watersportvereniging worden betreden.